# Wassertorstraße 15, 16 (Quedlinburg)

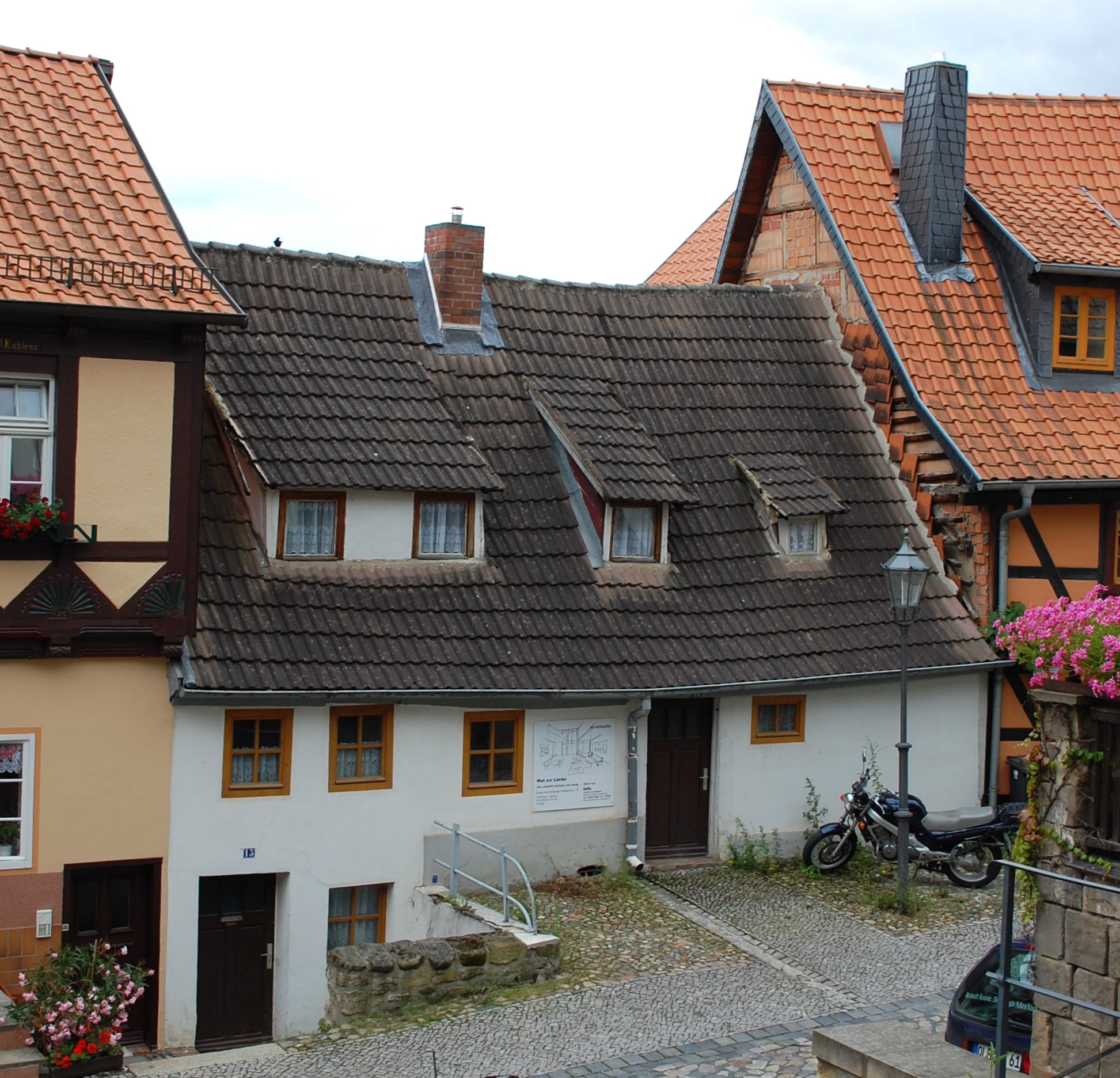
Haus Wassertorstraße 15 und 16, im Jahr 2012

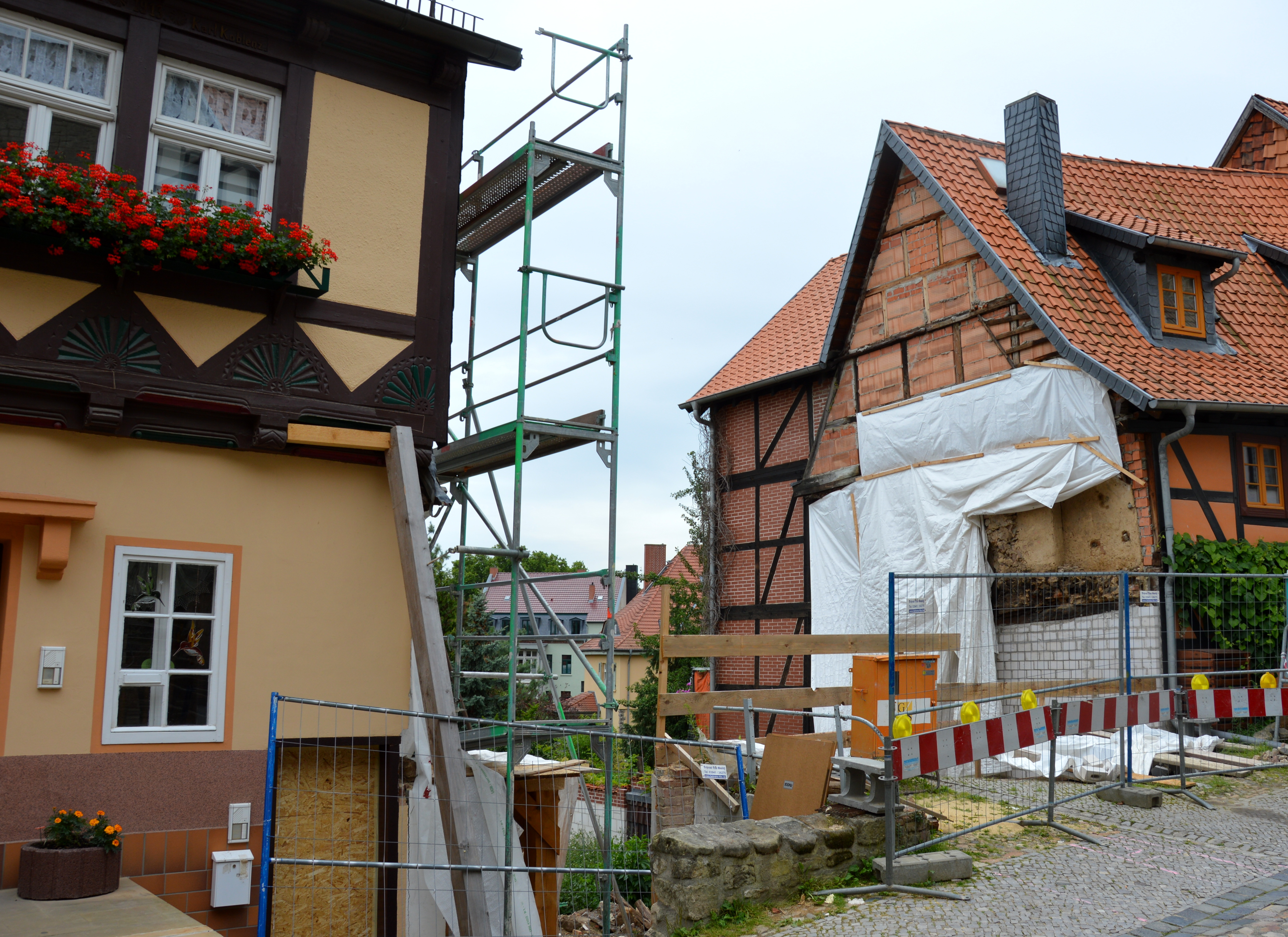
Baulücke nach dem Abriss, 2017

Das Haus Wassertorstraße 15, 16 war ein denkmalgeschütztes Gebäude in der Stadt Quedlinburg in Sachsen-Anhalt. Es wurde 2017 abgerissen.

## Lage
Das Gebäude befand sich südlich am Quedlinburger Schloßberg im Stadtteil Westendorf. Östlich (links) grenzt das gleichfalls denkmalgeschützte Haus Wassertorstraße 13 an. Das Haus war im Quedlinburger Denkmalverzeichnis eingetragen und gehörte zum UNESCO-Weltkulturerbe.

## Architektur und Geschichte
Das Gebäude bestand aus zwei zusammengefassten verputzten Fachwerkgebäuden, die in der Zeit um das Jahr 1700 entstanden. Der Zugang zum östlichen Teil, Haus Nummer 15, befindet sich unterhalb des Straßenniveaus. Der Eingang des westlichen Gebäudeteils, Haus Nummer 16, ist hingegen ebenerdig angelegt. Teile der verwendeten Kiefernhölzer der acht Dachsparren stammten aus dem Jahr um 1527. Schützenswert wurden in heutiger Zeit auch das Kellergewölbe sowie die historische Stützmauerkonstruktion im Kellergeschoss eingestuft.
Um 1800 erfolgten Veränderungen, in dieser Zeit wurden die Gebäude auch verputzt.
Im Jahr 2010 stellte der damalige Gebäudeeigentümer Architekt Horst Danscher einen Antrag auf Abriss der Nummer 15. Aus dieser Zeit stammte ein auch bis zum Abriss am Haus befindliches Schild, auf welchem der Ersatz des Gebäudes durch einen Neubau angekündigt wurde. Der Abrissantrag wurde vom Landesverwaltungsamt Sachsen-Anhalt jedoch zunächst abgelehnt und diese Ablehnung durch das Verwaltungsgericht bestätigt. Letztlich konnte sich der Architekt jedoch durchsetzen, da der Denkmalwert letztlich nur noch bestimmten Gebäudeteilen zugesprochen wurde. Unter Berufung auf das Denkmalschutzgesetz, mit dem dort vorgesehenen Nachweis einer nicht wirtschaftlichen Sanierungsmöglichkeit, konnte der Architekt einen fast vollständigen Abriss möglich machen, der im März 2017 umgesetzt wurde. Nur das Kellergewölbe und die Stützwand sollten dabei erhalten bleiben. Ein Neubau ist angekündigt.
Der Garten der Häuser befindet sich auf der Rückseite und zieht sich entlang des Hangs in Richtung Mühlgrabens hinunter.